# 应用程序
應用程式（英語：application program），简称应用（或），是软件的主要分類，指為針對使用者的某種特殊應用目的所撰寫的程序，例如文字处理器、表格、会计应用、浏览器、媒体播放器、航空飞行模拟器、命令行游戏、图像编辑器等。与之相对应的是主要功能为驱动计算机运行的系统软件。或者说，应用软件可以直接完成终端用户的工作。从某种意义上来讲，系统软件是为应用软件服务的，应用软件才是真正直接提供用户工作的。
应用软件可能与计算机及其系统软件相捆绑，也可以被分开发布，并且可能以私有、开源或通用项目的形式编写。为移动平台所编写的应用被称为移动应用。
从目前的计算机应用现状来看，业内已有各种各样的应用软件，许多专家也从不同的角度提出了多种不同的应用软件分类方式。

## 類別
常见的应用软件类型包括：工业自动化软件、业务软件、内容访问软件、 教育软件、仿真软件、多媒体开发软件、产品工程软件等。

### 工业自动化软件[1]
工业自动化（Industrial Automation）是指对工业生产线、工艺流程、生产机器进行控制以便减少人工干预的控制系统，而工业自动化软件则是指用于工业控制系统的应用软件，包括数字化控制、可编程逻辑控制器以及其他工业控制系统等。

### 业务软件
业务软件（Business Software）是有助于提高业务生产效率或者度量业务生产效率的应用软件。业务软件又可以细分成多种类型，包括企业软件、企业基础设施软件、信息工作者软件等。需要指出的是，各种类型的软件之间的界限并不是很清晰，有时某种业务软件可能同时属于多种不同的类型。

#### 企业软件
企业软件（Enterprise Software）是指解决分布式环境中企业级管理流程和数据流程中产生的需求的软件。常见的企业软件包括 财务管理（Financial Management，FM）、企业资源计划（Enterprise Resource Planning，ERP)、 客户关系管理（Customer Relationship Management，CRM）、供应链管理（Supply Chain Management，SCM）、执行信息系统（Executive Information System，EIS）、主控管理软件（Dashboard）等。与此相对的是部门软件，即企业软件的子类，主要用于解决小型组织或大型组织的业务部门的业务管理需求，如差旅费用管理、呼叫中心管理等。

#### 企业基础设施软件
企业基础设施软件（Enterprise Infrastructure Software）是指具有支持企业软件运行的通用功能的应用软件。常见的企业基础设施软件包括业务流程软件（Business Workflow Software）、数据库管理系统（Database Management System，DBMS）、数字资产管理（Digital Asset Management，DAM）、内容管理系统（Content Management System，CMS）、文档管理系统（Document Management System，DMS）、地理信息系统（Geographic Information System，GIS）等。

#### 信息工作者软件
信息工作者软件（Information Worker Software）是一种满足部门内部个人创建和管理信息需要的应用软件。这些软件又可以分为时间管理、资源管理、 数据管理、文档、分析、协同工作软件、预订系统、金融软件等。

### 内容访问软件
内容访问软件（Content Access Software）是一种用于访问内容而不是编辑内容的计算机软件。但是，也有些内容访问软件允许用户对内容进行编辑。 这种软件主要是满足对数字化娱乐、出版产品的消费需求。例如，网页浏览器（Web Browsers）、 媒体播放器（Media Players）、数字宠物（Digital Pets）、屏幕保护程序（Screen Saver）、视频游戏（Video Games）等都是典型的内容访问软件。

### 教育软件
教育软件（Educational Software）是一种用于教学或自学的计算机软件。 主要包括儿童学习软件、居家学习软件、教学课件、教学管理软件、娱乐教育软件、教育参考软件、教育软件定制平台、公司培训软件以及特殊教育软件等。

### 仿真软件
仿真软件（Simulation Software）是一种以研究分析、操作培训、娱乐等为目的，模仿真实情景的物理仿真系统或数据仿真系统的计算机软件。仿真软件又可以分为科学仿真、社会仿真、战场仿真、应急响应仿真、飞行驾驶仿真、汽车驾驶仿真、仿真游戏等。

### 多媒体开发软件
多媒体开发软件（Media Development Software）是指用于图形、图像、音频、 视频等多媒体开发的计算机软件。多媒体开发软件又可以分为计算机三维图像软件、计算机动画和图形艺术软件、光栅图形编辑软件、矢量图型编辑软件、视频编辑软件、音频编辑软件、音乐生成器、Web超媒体开发软件等。

### 产品工程软件
产品工程软件（Product Engineering Software）是指辅助相关制造产品的设计、研发、装配的计算机软件。产品工程的主要活动包括成本活动、生产能力、产品质量、产品性能、可靠性、可服务性、用户特征等。产品工程 软件主要包括计算机辅助设计（Computer-Aided Design，CAD）、计算机辅助工程（Computer-Aided Engineering，CAE）、测试工具、游戏创建软件、许可管理程序等。

## 其它分类

### 辦公室軟件
- 文書處理器
- 試算表程式
- 投影片報告
- 數學程式創建編輯fools器
- 繪圖程式
- 基礎資料庫
- 檔案管理系統
- 文件編輯器

### 互聯網
- 即時通訊軟件
- 電子郵件用戶端
- 網頁瀏覽器
- FTP用戶端
- 下載工具

### 多媒體
- 媒体播放器
- 圖像編輯軟件
- 音訊編輯軟件
- 視訊編輯軟件
- 電腦輔助設計
- 電腦遊戲
- 桌面排版

### 分析軟件
- 電腦代數系統
- 統計軟件
- 數字計算
- 電腦輔助工程設計

### 協作軟件
- 協作產品開發

### 商務軟件
- 會計軟件
- 企業工作流程分析
- 顧客關係管理
- 後勤辦公室
- 企業資源規劃
- 供應鏈管理
- 產品生命週期管理

### 資料庫
- 資料庫管理系統

### 其他
- 教育軟件
- DIY软件

## 外部連結
- Open Directory - Computers: Software （页面存档备份，存于）